# Skype
Skype (/ˈskaɪp/) foi um software proprietário de mensagens e videoconferência, criado por Janus Friis e Niklas Zennstrom. O Skype estava disponível em várias plataformas incluindo computadores, smartphones, tablets e consoles de videogame, e era operado pela Skype Technologies, uma divisão da Microsoft. A ferramenta era conhecida por realizar chamadas telefônicas baseadas em VoIP, videoconferência e chamadas de voz via internet. Ele também oferecia mensagens instantâneas, transferência de arquivos, chamadas para telefones fixos e móveis (usando redes telefônicas tradicionais), entre outros recursos.
O software foi lançado no ano de 2003 por Niklas Zennström e Janus Friis, em cooperação com quatro outros desenvolvedores estonianos. Em setembro de 2005, o eBay adquiriu o Skype por 2,6 bilhões de dólares. Em 2009, Silver Lake, Andreessen Horowitz e a Canada Pension Plan Investment Board anunciaram a aquisição de 65% do Skype por 1,9 bilhões de dólares do eBay, o que atribuiu à empresa um valor de mercado de 2,92 bilhões. A Microsoft adquiriu o Skype em maio de 2011 pelo valor de 8,5 bilhões, substituindo seu mensageiro anterior, o Windows Live Messenger.
Em março de 2020, o Skype foi usado por 100 milhões de pessoas em um único mês e por 40 milhões de pessoas diariamente. Durante a pandemia de COVID-19, o Skype perdeu grande parte de sua participação de mercado para o Zoom, serviço da Zoom Video Communications.
Em fevereiro de 2025, a Microsoft anunciou o desligamento do Skype em 5 de maio em favor do seu serviço Microsoft Teams.

## Histórico
Skype Technologies, a empresa por trás do software, foi fundada em 2003 pelo suíço Niklas Zennström e pelo dinamarquês Janus Friis.

Logo do Skype (2017–2019)

Em setembro de 2005, o Skype foi vendido para a eBay por 2,6 bilhões de dólares.
Em 2009, Silver Lake, Andreessen Horowitz e a Canada Pension Plan Investment Board anunciaram a aquisição de 65% do Skype por 1,9 bilhões de dólares do eBay, o que atribuiu à empresa um valor de mercado de 2,92 bilhões.
Em 22 de dezembro de 2010, aproximadamente 40% dos usuários não puderam acessar o Skype devido a uma falha na versão 5.0.0152 para Windows. O problema só foi sanado 24 horas depois.

### Aquisição pela Microsoft
A empresa foi comprada pela Microsoft em 10 de maio de 2011 pela quantia de US$ 8,5 bilhões. Com a aquisição, o Skype passa a fazer parte da estratégia da multinacional de software e hardware no crescente e bilionário mercado on-line, integrando este serviço de comunicação via internet aos produtos da companhia como o Xbox, Kinect e smartphones com o Windows Phone. Além disso, os usuários do Skype passam a ser conectados ao Lync, Outlook, Xbox Live e comunidades parceiras da Microsoft. No fim de 2012, a Microsoft anunciou o encerramento do serviço Windows Live Messenger, para dedicar-se 100% ao Skype.
A aquisição do Skype foi a maior aquisição feita pela Microsoft até a época. A Skype Technologies passou a ser uma subdivisão da Microsoft, com o antigo diretor-executivo do Skype Tony Bates se tornando presidente da divisão e respondendo ao diretor-executivo da Microsoft Steve Ballmer. O valor que a Microsoft pagou pelo Skype foi, à época, 32 vezes o lucro operacional da empresa, o que foi destacado pela imprensa norte-americana.
Em 2015, a Microsoft fechou um acordo com fabricantes de tablets Android, que viriam com o Skype já pré-instalado nos seus dispositivos. Em agosto do mesmo ano, a versão para Android do aplicativo recebeu uma atualização, tendo como novidades a personalização de toques e o encaminhamento de fotos de uma conversa para a outra. Além disso, é possível fazer chamadas em vídeo com várias pessoas ao mesmo tempo, dentro do aplicativo (para PC ou plataformas Android, IOS ou Windows Phone).

## Características
O Skype não substitui telefones fixos e telemóveis e não pode ser usado para ligações de emergência no Brasil. Há suporte limitado para chamadas de emergência no Reino Unido, Austrália, Dinamarca e Finlândia.

### Disponibilidade no PSP e PSVita
O Skype foi lançado para o PSP em 2008 e para o PSVita em 2012.